# Letohrádek

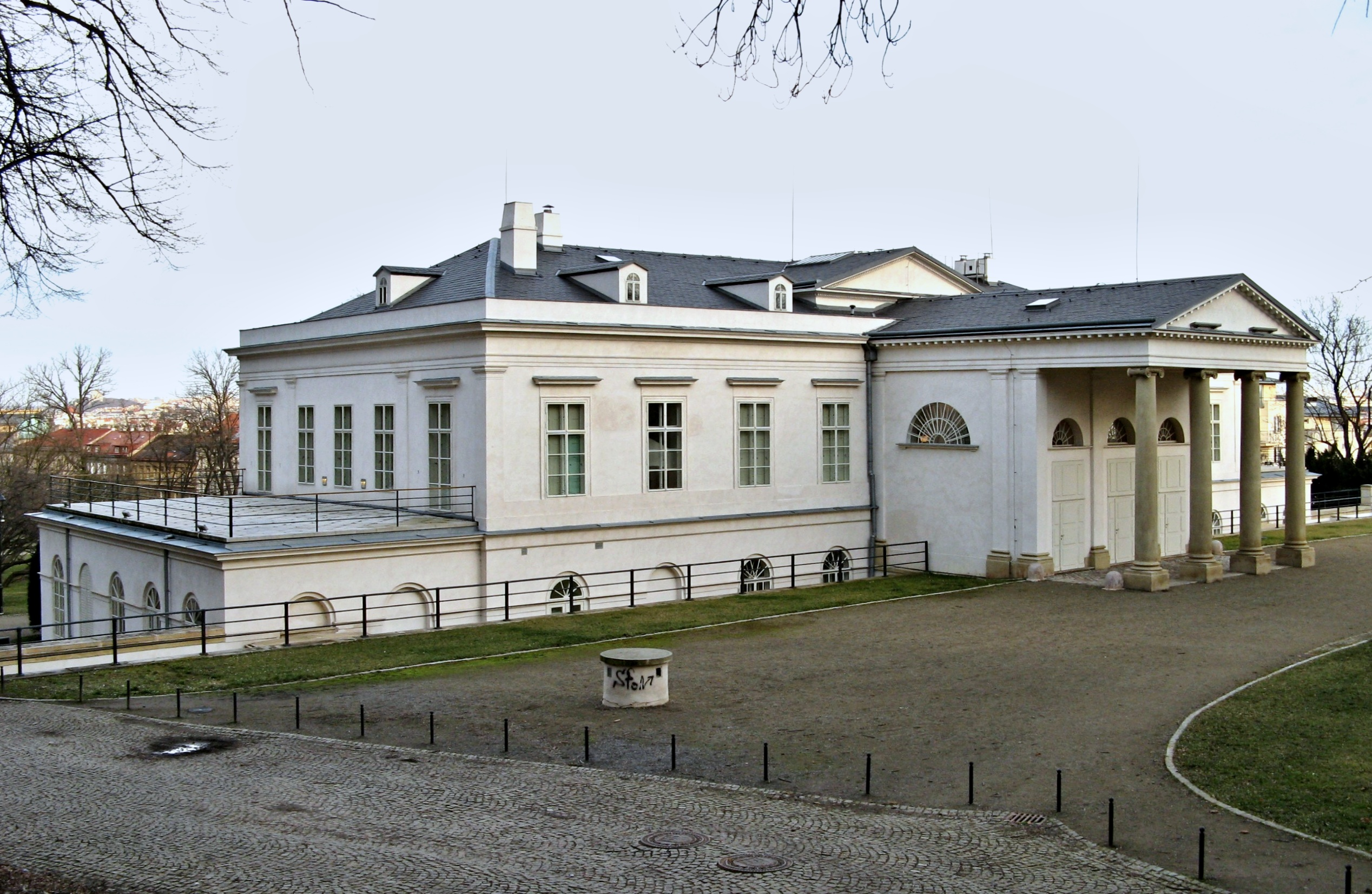
Letohrádek Kinských v Kinského zahradě na úpatí Petřína v Praze u ulice Holečkova na Smíchově

Letohrádek je stavba, samostatně stojící obytný dům, vybudovaný v zahradě, parku či v přírodě, který slouží zejména pro letní ubytování (v minulosti letní sídlo šlechtice) ale případně i na trvalé bydlení (nejčastěji jedné rodiny). Stávají zejména v tichém ústraní a blízko lesů, aby poskytly svým obyvatelům co nejvíce klidu a zdůraznily rozdíl mezi ruchem města a klidnou atmosférou svého okolí.
Bývají postavené v konkrétním slohu a skládají se ze skupiny místností, které jsou obohaceny o arkýře, verandy, nebo jsou rozčleněny pomocí věží, věžiček nebo vikýřů. Jsou symetricky a harmonicky umístěny do svého okolí, aby nenarušovaly dojem zahrad, lesíků nebo záhonů. Přesto, že slouží většinou na sezónní ubytování, bývají přepychově zařízené. Menší letohrádky mívají jen jedno podlaží, větší ponechávají na přízemí místnosti používané přes den a na patře se nacházejí ložnice nebo pokoje. Místnosti spojené se služebnictvem a kuchyní jsou v suterénu nebo v bočních křídlech budovy.
Podobně jako kaštele na Slovensku, tak i letohrádky v Čechách a na Moravě (i v jiných zemích) byly budovány v různých slozích. 
Nejznámější letohrádky v České republice jsou například Letohrádek Mitrovských v Brně a Letohrádek Hvězda v Praze. Dále například renesanční Letohrádek královny Anny v Královské zahradě Pražského hradu, Místodržitelský letohrádek v Praze-Bubenči, rokokový Letohrádek Bellarie v Českém Krumlově, barokní Letohrádek v zámecké zahradě v Ostrově nad Ohří (zkráceně Letohrádek Ostrov) a Letohrádek v Opočně.